# Hysteropezizella rigidae
Hysteropezizella rigidae är en svampart som tillhör divisionen sporsäcksvampar, och som beskrevs av John Axel Nannfeldt. Hysteropezizella rigidae ingår i släktet Hysteropezizella, och familjen Dermateaceae. Arten är reproducerande i Sverige.